# Логунов, Михаил Иванович
Михаил Иванович Логунов (10 октября 1899 года, село Бирюч, ныне Новоусманский район, Воронежская область — 20 июля 1977 года, Москва) — советский военный деятель, Полковник (1942 год).

## Начальная биография
Михаил Иванович Логунов родился 10 октября 1899 года в селе Бирюч ныне Новоусманского района Воронежской области.

## Военная служба

### Гражданская война
В ноябре 1918 года был призван в ряды РККА, после чего был направлен красноармейцем в 41-ю этапную роту, а затем в 264-ю этапную роту (66-й этапный батальон, Орловский запасной полк). В сентябре 1920 года был направлен на учёбу в 22-ю пехотную школу комсостава, дислоцированную в Воронеже, в составе которой весной 1921 года принимал участие в ходе подавления восстания под руководством А. С. Антонова на территории Тамбовской губернии.

### Межвоенное время
После окончания школы с января 1923 года служил в составе 57-го стрелкового полка, дислоцированного в Воронеже, на должностях отделенного командир, командира взвода и помощника командира роты. С октября 1929 года служил на должностях курсового командира, командира роты и исполняющего должность командира батальона в Школе спецслужбы ВВС РККА, дислоцированной в Москве.
В октябре 1931 года был зачислен слушателем вечернего отделения Военной академии имени М. В. Фрунзе, которое окончил в мае 1935 года. В январе 1937 года был назначен на должность командира учебного батальона в составе Высшей школы технической службы ВВС РККА, в сентябре 1939 года — на должность помощника командира 1-го стрелкового полка (Московская Пролетарская стрелковая дивизия, Московский военный округ), а в декабре — на должность помощника начальника оперативного отдела штаба 57-го стрелкового корпуса.
С апреля 1940 года исполнял должность помощника начальника учебной части Дмитровских пехотных курсов, а в августе был назначен на должность старшего помощника начальника 1-го отделения отдела боевой подготовки штаба Московского военного округа.

### Великая Отечественная война
В сентябре 1941 года Логунов был назначен на должность начальника отдела боевой подготовки штаба Южного фронта, в августе 1942 года — на должность начальника отдела боевой подготовки штаба Северо-Кавказского фронта, а в сентябре — на должность начальника отдела боевой подготовки штаба Черноморской группы войск этого же фронта.
С 8 июля по 8 августа 1943 года Михаил Иванович Логунов исполнял должность командира 71-го стрелкового корпуса, находившегося на формировании в Московском военном округе. В августе того же года был назначен на должность начальника штаба этого же корпуса и вскоре принимал участие в ходе Смоленской, Витебско-Оршанской и Минской наступательных операций.
В августе 1944 года назначен на должность преподавателя кафедры службы штабов в Военной академии имени М. В. Фрунзе.

### Послевоенная карьера
После окончания войны Логунов продолжил работать в составе академии: в ноябре 1945 года был назначен на должность преподавателя кафедры общей тактики, в феврале 1947 года — на должность старшего преподавателя по оперативно-тактической подготовке, в октябре 1949 года — на должность старшего преподавателя кафедры общей тактики, а в июле 1951 года — на должность старшего преподавателя кафедры тактики высших соединений.
Полковник Михаил Иванович Логунов в ноябре 1954 года вышел в запас. Умер 20 июля 1977 года в Москве.

## Награды
- Орден Ленина;
- Два ордена Красного Знамени;
- Орден Кутузова 2 степени;
- Орден Красной Звезды (22.02.1943)[1];
- Медали.